# ایان آنتونی داله
ایان آنتونی داله (انگلیسی: Ian Anthony Dale؛ زادهٔ ۳ ژوئیهٔ ۱۹۷۸) یک هنرپیشه اهل ایالات متحده آمریکا است.
از فیلم‌ها یا برنامه‌های تلویزیونی که وی در آن نقش داشته است می‌توان به تکن اشاره کرد.